# Blow by Blow
Blow by Blow är ett album av Jeff Beck från 1975 utgivet på Epic Records. Det producerades av George Martin. I USA blev det hans högst placerade album på Billboard-listan. Skivan är helt instrumental och innehåller mestadels fusion och jazzrock. Den spelades in efter att Becks tidigare grupp Beck, Bogert & Appice brutit upp efter ett album. På spåret "Cause We've Ended as Lovers" medverkar Stevie Wonder på keyboards[källa behövs] och det är också han som skrivit låten.

## Låtlista
1. "You Know What I Mean" (Jeff Beck, Max Middleton) - 4:05
2. "She's a Woman" (John Lennon, Paul McCartney) - 4:31
3. "Constipated Duck" (Jeff Beck) - 2:48
4. "Air Blower" (Beck, Middleton, Phil Chen, Richard Bailey) - 5:09
5. "Scatterbrain" (Jeff Beck, Max Middleton) - 5:39
6. "Cause We've Ended As Lovers" (Stevie Wonder) - 5:52
7. "Thelonius" (Stevie Wonder) - 3:16
8. "Freeway Jam" (Max Middleton) - 4:58
9. "Diamond Dust" (Bernie Holland) - 8:26

## Medverkande musiker
- Jeff Beck - gitarr
- Max Middleton - keyboard
- Richard Bailey - trummor
- Phil Chenn - elbas

## Listplaceringar
- Billboard 200, USA: #4[1]